# Évnév
Az évnév az ókori mezopotámiai időszámítás jellegzetes fogalma, egy adott év neve, az előző évben történt – ez az, amit egy adott évben már biztosan lehet tudni – legfontosabbnak vélt esemény alapján. Az évek egymásutániságát rendszerint onnan tudjuk, hogy ezeket az évneveket az uralkodók rendszerint megörökítették egy évlistán, amelyek tehát így relatív naptárul szolgálnak. Abszolút időszámítás, mint amilyen pl. a Gergely-naptár, amelyik egy rögzített időponttól számolja az éveket, nem létezett.
Egy-egy dokumentumon keltezésként az adott év neve szerepelt, ami önmagában nem mondja meg nekünk, mikor is történt az esemény, azt csak akkor tudjuk, ha ismerjük az évnevek egymásutáni sorrendjét valahonnan. Szerencsés esetben egy évlistáról, egyébként pedig esetenkénti utalásokról, amikor visszautalnak az előző évre a nevével együtt, és ebből fel tudjuk építeni a listát.
Amikor egy uralkodó meghalt, az az ő utolsó uralkodási éve volt, az ő egy tettéről kapta a nevét. Az új uralkodót rendszerint az újévi templomi szertartás keretében iktatták be, ekkor kezdődött az ő első éve, ami rendszerint az ő trónra lépéséről kapta nevét (pl. Hammurapi király lett).
Az évnévadás az Akkád Birodalom idején jött szokásba, és a kassúk idejéig tartott, amikor az évnevekről áttértek az uralkodónkénti évszámozásra.

## Hammurapi évnevei
Hammurapi az Óbabiloni Birodalom alapítója volt, az ő évneveit ismerjük.